# IC 2175
IC 2175 — галактика типу *2 (подвійна зірка) у сузір'ї Близнята.
Цей об'єкт міститься в оригінальній редакції індексного каталогу.